# Ann B. Davis
Ann Bradford Davis (Schenectady, 3 maggio 1926 – San Antonio, 1º giugno 2014) è stata un'attrice statunitense.

## Filmografia parziale

### Cinema
- A Man Called Peter, regia di Henry Koster (1955) - non accreditata
- La felicità non si compra (The Best Things in Life Are Free), regia di Michael Curtiz (1956) - non accreditata
- Pepe, regia di George Sidney (1960)
- Tutti pazzi in coperta (All Hands on Deck), regia di Norman Taurog (1961)
- Amore, ritorna! (Lover Come Back), regia di Delbert Mann (1961)
- Una pallottola spuntata 33⅓ - L'insulto finale (Naked Gun 33+1⁄3: The Final Insult), regia di Peter Segal (1994)
- La famiglia Brady (The Brady Bunch Movie), regia di Betty Thomas (1995)

### Televisione
- The Bob Cummings Show – serie TV, 158 episodi (1955-1959)
- The John Forsythe Show – serie TV, 29 episodi (1965-1966)
- I Pruitts (The Pruitts of Southampton) – serie TV, episodio 1x04 (1966)
- Love, American Style – serie TV, 2 episodi (1970-1973)
- La famiglia Brady (The Brady Bunch) – serie TV, 117 episodi (1969-1974)
- The Brady Bunch Hour – serie TV, 9 episodi (1976-1977)
- The Brady Girls Get Married – film TV (1981)
- The Brady Brides – serie TV, 6 episodi (1981)
- A Very Brady Christmas – film TV (1988)
- The Bradys – serie TV, 5 episodi (1990)

## Premi e riconoscimenti
- Hollywood Walk of Fame (1960)
- Primetime Emmy Awards
  - 1958: "Best Continuing Supporting Performance by an Actress in a Dramatic or Comedy Series"
  - 1959: "Best Supporting Actress (Continuing Character) in a Comedy Series"
- TV Land Awards
  - 2004: "Favorite Made for TV Maid"
  - 2006: "Favorite Made-for-TV Maid"
  - 2007: "Pop Culture Award"